# Astragalus altanii
Astragalus altanii es una especie de planta del género Astragalus, de la familia de las leguminosas, orden Fabales.
Fue descrita científicamente por H. Hub.-Mor.